# Intraçable
Pour plus de détails, voir Fiche technique et Distribution.
Intraçable ou Introuvable au Québec (Untraceable) est un thriller américain réalisé par Gregory Hoblit sorti en 2008.

## Synopsis
Portland. L'agent Jennifer Marsh travaille de nuit au sein de la division cybercriminalité du FBI aux côtés de son collègue et ami Griffin Dowd, tout en menant une vie de mère célibataire dans une maison de banlieue auprès de sa fille Annie et de sa mère Stella. Un soir, une information anonyme la dirige vers un lien internet, KillwithMe.com. Ce site de streaming en direct montre un chaton torturé et tué, mais le FBI ne peut empêcher la diffusion du site. Après la diffusion de l'agonie du chaton, le créateur du site décide de s'en prendre à une victime humaine. Le criminel le torture en plaçant dans des pièges mortels activés progressivement par le nombre de visites sur le site. La première victime, un pilote d'hélicoptère, est victime d'une hémorragie causée par des injections d'anticoagulants. Un policier, Eric Box, proche du défunt mari de Marsh, fait équipe avec l'unité.  
Un présentateur de journal télévisé, David Williams, est à son tour enlevé par le tueur. La seconde victime voit ses bras et jambes cimentés et est brûlé à mort par des lampes chauffantes. Comprenant que le meurtrier tue plus vite ses victimes quand un grand nombre de personnes regarde le streaming, Jennifer ne peut empêcher son patron, via une conférence de presse, d'inciter les gens à ne pas regarder le site. Après avoir suivi une piste suggérée par son intuition, Griffin devient à son tour la prochaine cible du tueur. Trafiquant sa voix en se faisant passer pour la jeune femme avec qui Griffin sort, le tueur l'enlève et le séquestre dans son sous-sol. Plongé jusqu'au cou dans une cuve d'eau et bâillonné, Griffin ne peut empêcher le tueur introduire de l'acide sulfurique dans la cuve. Une fois, le tueur quittant la pièce, Griffin, agonisant, en profite pour envoyer un message en morse à ses collègues en clignant des yeux. Bien que n'ayant pas réussi à sauver Griffin, Jennifer comprend que les victimes sont toutes liées à leur participation à la diffusion ou à la présentation du suicide d'un professeur d'université à la télévision ou sur internet. Le fils prodige et légèrement instable du professeur, Owen Reilly, a décidé de se venger ceux qu'il estime responsables d'avoir exploité le suicide de son père. Après être sorti de l'hôpital psychiatrique où il était interné, Owen veut prouver que le public était insatiable pour la souffrance d'autrui.
La police organise une descente au domicile d'Owen, qui n'est pas présent. Ce dernier veut s'en prendre à Jennifer. Après avoir placé une webcam devant son domicile, obligeant sa fille et sa mère à se cacher, Owen capture Jennifer et la place dans un piège improvisé en la suspendant au-dessus d'un motoculteur et compte l'exécuter en direct. Tandis que Box parvient à trouver l'endroit où l'agent est séquestrée, Jennifer réussit à se balancer et à se libérer de ses liens. Par la suite, elle abat mortellement Owen de plusieurs balles sous les yeux du public du site, tandis que la police arrive sur les lieux.

## Fiche technique
- Titre : Intraçable
- Titre québécois : Introuvable
- Titre original : Untraceable
- Réalisation : Gregory Hoblit
- Scénario : Allison Burnett (en), Robert Fyvolent (de), Mark R. Brinker
- Décors : Paul Eads, Cindy Carr (en)
- Costumes : Elisabetta Beraldo (it)
- Photographie : Anastas N. Michos (de)
- Musique : Christopher Young
- Montage : David Rosenbloom
- Production : Tom Rosenberg, Gary Lucchesi (en), Andy Cohen, Steven Pearl, Hawk Koch (en), Richard S. Wright
- Sociétés de distribution : Screen Gems (États-Unis), Paramount Pictures (France)
- Pays :  États-Unis
- Langue : Anglais
- Genre : thriller, horreur
- Dates de sortie : 
  -  États-Unis : 25 janvier 2008
  -  France : 5 mars 2008
- Film interdit aux moins de 16 ans lors de sa sortie en salle.

## Distribution
- Diane Lane (V. F. : Caroline Beaune, V. Q. : Anne Bédard[2]) : Jennifer Marsh
- Colin Hanks (V. F. : Emmanuel Garijo, V. Q. : Benoit Éthier) : Griffin Dowd
- Billy Burke (V. F. : Loïc Houdré, V. Q. : Gilbert Lachance) : Eric Box
- Joseph Cross (V. F. : Stéphane Ronchewski, V. Q. : Nicholas Savard L'Herbier): Owen Reilly
- Mary Beth Hurt (V. F. : Nicole Favart, V. Q. : Louise Rémy) : Stella Marsh
- Perla Haney-Jardine (V. F. : Alice Orsat, V. Q. : Ludivine Reding) : Annie Haskins
- Christopher Cousins (V. F. : Guy Chapellier, (V. Q. : Jacques Lavallée) : David Williams
- Tyrone Giordano (V. Q. : Alexandre Fortin) : Tim Wilks
- Peter Lewis (V. Q. : Yves Soutière) : Richard Brooks

Source et légende : version française (V. F.) sur Symphonia Films (la société de doublage)